# Кирчма
Кирчма́ (рос. Кырчма) — річка у Кіровській області (Унинський район) та Удмуртії (Селтинський та Сюмсинський райони), Росія, права притока Кільмезю.
Річка починається з болота за 3,5 км на південний схід від села Бельтюги Кіровської області. Русло неодноразово змінює свій напрямок, спочатку протікає на південний захід, потім повертає на південний схід, входячи на територію Селтинського району Удмуртії. Трохи вище гирла притоки Жинья, річка повертає на південний захід, а біля колишнього присілку Бібани повертає на південний схід. Після колишнього присілку Верхня Кирчма, річка повертає на південь, через 3-4 км — на схід, після ставка, біля колишнього присілку Кирчма, повертає на південний схід. Нижня течія проходить спочатку на південний захід, а потім на південь. Впадає до Кільмезі вже на території Сюмсинського району вище присілку Пумсі.
Береги річки на всьому протязі заліснені та заболочені. Ділянка русла між притокою Покса та ставком біля колишнього присілку Кирчма утворює численні рукави. На річці створено багато ставків, найбільші з яких біля колишнього присілку Ларенці площею 0,25 та 0,33 км².
Притоки:
- праві — Покса, Пиж'я, В'юк
- ліва — Жинья

На річці не розташовано жодного населеного пункту, так як заплава річки широка і заболочена, але поодинокі присілки розташовані трохи віддаль від річища. Через річку збудовано 6 невеликих мостів, у середній течії її перетинає вузькоколійна залізниця.